# Silvestro di Alessandria
Papa Silvestro (Creta, XVI secolo – 1590), è stato papa e patriarca greco-ortodosso di Alessandria e di tutta l'Africa tra il 1569 e il 1590.
Era nativo di Creta.
Nel 1578, intervenne al sinodo di Gerusalemme in cui si dimise il patriarca Germano. Nel 1585 tenne un concilio col patriarca di Antiochia nel quale venne anatemizzato Pacomio, considerato usurpatore della sede di Costantinopoli.